# Acquaviva
Acquaviva je jedno z 9 měst (italsky: castelli) v San Marinu. Ve městě žije 2 133 obyvatel.

## Geografie
Město hraničí se sanmarinskými městy Borgo Maggiore a San Marino a italskými městy San Leo a Verucchio.

## Obce
Součástí města jsou 2 obce (italsky: curazie):
- Gualdicciolo
- La Serra